# 50e cérémonie des International Emmy Awards
La 50e cérémonie des International Emmy Awards, organisé par l'Académie Internationale of Television Arts and Sciences (IATAS) s'est tenue le 21 novembre 2022 au New York Hilton Midtown hotel à New York, reconnaissant l'excellence des programmes télévisés produits et diffusés à l'origine en dehors des États-Unis. Les nominations ont été annoncées le 29 septembre 2022,.
En réponse à l'invasion russe de l'Ukraine, l'Académie internationale a annoncé en mars 2022 que tous les programmes produits ou coproduits par des sociétés basées en Russie seront interdits des Emmys internationaux de cette année. Les programmes pour enfants en compétition aux International Emmy Kids Awards ont été présentés lors du gala des International Emmy Awards. Cette année, l'Académie Internationale a présenté pour la première fois une nouvelle catégorie Documentaire Sportif.

## Admissibilité
La 50e édition des International Emmy Awards a été ouverte pour toutes les catégories le 8 décembre 2021 et clôturée le 17 février 2022.

## Informations sur la cérémonie
Les nominations pour les 50e International Emmy Awards ont été annoncées le 29 septembre 2022 par l'Académie internationale des arts et des sciences de la télévision (IATAS). Il y a 60 nommés dans 15 catégories et 23 pays. Les nommés viennent de : Argentine, Australie, Brésil, Chili, Chine, Colombie, France, Allemagne, Japon, Mexique, Pays-Bas, Nouvelle-Zélande, Norvège, Philippines, Qatar, Singapour, Afrique du Sud, Corée du Sud, Espagne, Suède, Émirats arabes unis Emirates, le Royaume-Uni et les États-Unis. Tous ces programmes ont été diffusés entre le 1er janvier et le 31 décembre 2021 ; conformément à la période d'éligibilité.
En plus de la présentation des Emmys internationaux pour la programmation et les performances, l'Académie internationale a décerné deux prix spéciaux. Ava DuVernay a reçu le International Emmys’ Founders Award, qui a été présenté par Blair Underwood. Le Directorate Award a été décerné à Miky Lee, vice-présidente de CJ Group. Il a été présenté par l'acteur sud-coréen Song Joong-ki.

## Catégories
Les nommés ont été annoncés le 29 septembre 2022.
| Meilleure Série Dramatique | Meilleure Série Comique |
| --- | --- |
| - Vigil ( Royaume-Uni) (World Productions/BBC One) - Lupin ( France) (Netflix/Gaumont Television) - Narcos: Mexico ( Mexique) (Netflix/Gaumont) - Reyka ( South Africa) (M-Net)                                                                                            | - Sex Education ( Royaume-Uni) (Netflix/Eleven Film) - Búnker ( Mexique) (HBO Latin America/WarnerMedia) - Dreaming Whilst Black ( Royaume-Uni) (Big Deal Films) - On The Verge ( France) (Canal+)                                                                     |
| Meilleur Acteur | Meilleure Actrice |
| - Dougray Scott dans Irvine Welsh’s Crime ( Royaume-Uni) (Cineflix/Buccaneer Media) - Sverrir Gudnason dans En kunglig affär ( Suède) (SVT) - Scoot McNairy dans Narcos: Mexico ( Mexique) (Netflix/Gaumont) - Lee Sun-kyun dans Dr. Brain ( South Korea) (Apple TV+)      | - Lou de Laâge dans Le Bal des folles ( France) (Légende Films/Prime Video) - Céline Buckens dans Showtrial ( Royaume-Uni) (World Productions) - Letícia Colin dans Onde Está Meu Coração ( Brésil) (Globoplay) - Kim Engelbrecht dans Reyka ( Afrique du Sud) (M-Net) |
| Meilleur Téléfilm ou Mini-série | Meilleure Télénovela |
| - Help ( Royaume-Uni) (All3Media/Channel 4) - Il est elle ( France) (Newen Connect/And So On Films) - Isabel: The Intimate Story of Isabel Allende ( Chili) (Megamedia Chile) - On The Job ( Philippines) (HBO/Warner Media)                                               | - The King's Affection ( South Korea) (KBS/Netflix) - Nos Tempos do Imperador ( Brésil) (TV Globo) - Dos vidas ( Espagne) (Bambú Producciones) - You Are My Hero ( Chine) (iQIYI/Tencent)                                                                              |
| Meilleur Programme Artistique | Meilleur Documentaire |
| - Freddie Mercury - The Final Act ( Royaume-Uni) (Rogan Productions) - Bios: Calamaro ( Argentine) (Buena Vista/Nat Geo) - Charlie Chaplin, le génie de la liberté ( France) (France Télévisions/Kuiv Productions) - Wonderful World: A New York Jazz Story ( Japon) (NHK) | - Enfants de Daech, les damnés de la guerre ( France) (Cinétévé/France Televisions) - Myanmar Coup: Digital Resistance ( Japon) (NHK) - O Caso Evandro ( Brésil) (Globoplay) - The Return: Life After ISIS ( Royaume-Uni) (Sky/Alba Sotorra Productions/MetFilm)       |
| Meilleure Série Courte | Meilleur Programme de Divertissement Non-Scénarisé |
| - Rūrangi ( New Zealand) (Autonomouse/The Yellow Affair) - Espíritu Pionero ( Argentine) (TV Pública) - Fly on the Wall ( Qatar) (Al Jazeera) - Nissene i bingen ( Norvège) (Seefood TV)                                                                                   | - Love on the Spectrum ( Australie) (Northern Pictures/ABC/Netflix) - La Voz Argentina ( Argentine) (Telefe) - LOL: Last One Laughing Germany ( Allemagne) (Constantin Entertainment/Amazon) - Top Chef Middle East ( United Arab Emirates) (NBCUniversal)             |
| Meilleur Programme Américain Aux Heures de Grande Écoute en Langue Non Anglaise | Meilleur Documentaire Sportif |
| - Buscando a Frida ( États-Unis) (Telemundo/Argos) - 2021 Latin American Music Awards ( États-Unis) (NBCUniversal/Telemundo) - La suerte de Loli ( États-Unis) (Telemundo) - Malverde: El Santo Patrón ( États-Unis) (Telemundo)                                           | - Queen Of Speed ( Royaume-Uni) (Sky/Drum Studios) - Chivas ( Mexique) (Film 45/Amazon/CobraFilms) - Kiyou No Kata ( Japon) (Kansai Television) - Nadia ( France) (Federation Entertainment/Echo Studio)                                                               |
| Kids: Animations | Kids: Faits & Divertissement |
| - Shaun the Sheep: The Flight Before Christmas ( Royaume-Uni) (Netflix/Aardman) - Dapinty, Una Aventura Musicolor ( Colombie) (Silverwolf Studios) - Fumetsu No Anata E ( Japon) (NHK) - Les Lapins Crétins Invasion: Objectif Mars ( France) (Ubisoft Film & Television)  | - My Better World ( Afrique du Sud) (Fundi Films/Maan Creative/Impact(Ed)) - Ikke Gjor Dette Mot Klimaet! ( Norvège) (NRK) - Let's Talk About Periods: A Newsround Special ( Royaume-Uni) (BBC) - Sueños Latinoamericanos ( Chili) (TVN)                               |
| Kids: Série Live-Action | |
| - Kabam! ( Netherlands) (NPO/IJswater Films/KRO-NCRV) - Anónima ( Mexique) (Netflix/Woo Films) - Hardball ( Australie) (ACTF/Northern Pictures) - Lightspeed ( Singapore) (Oak 3 Films/Mediacorp TV)                                                                       | |